# Kaczy Bańdzioch

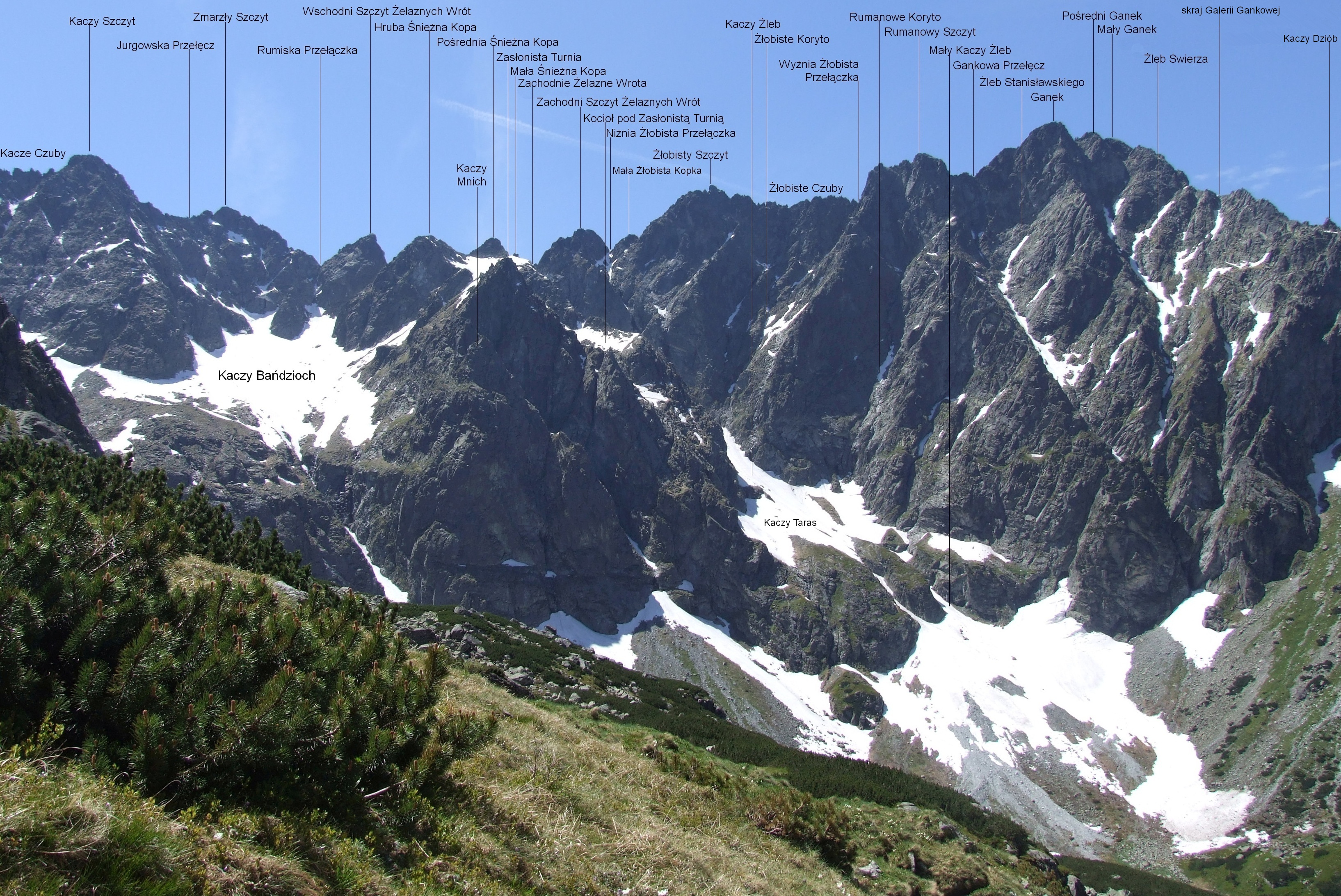

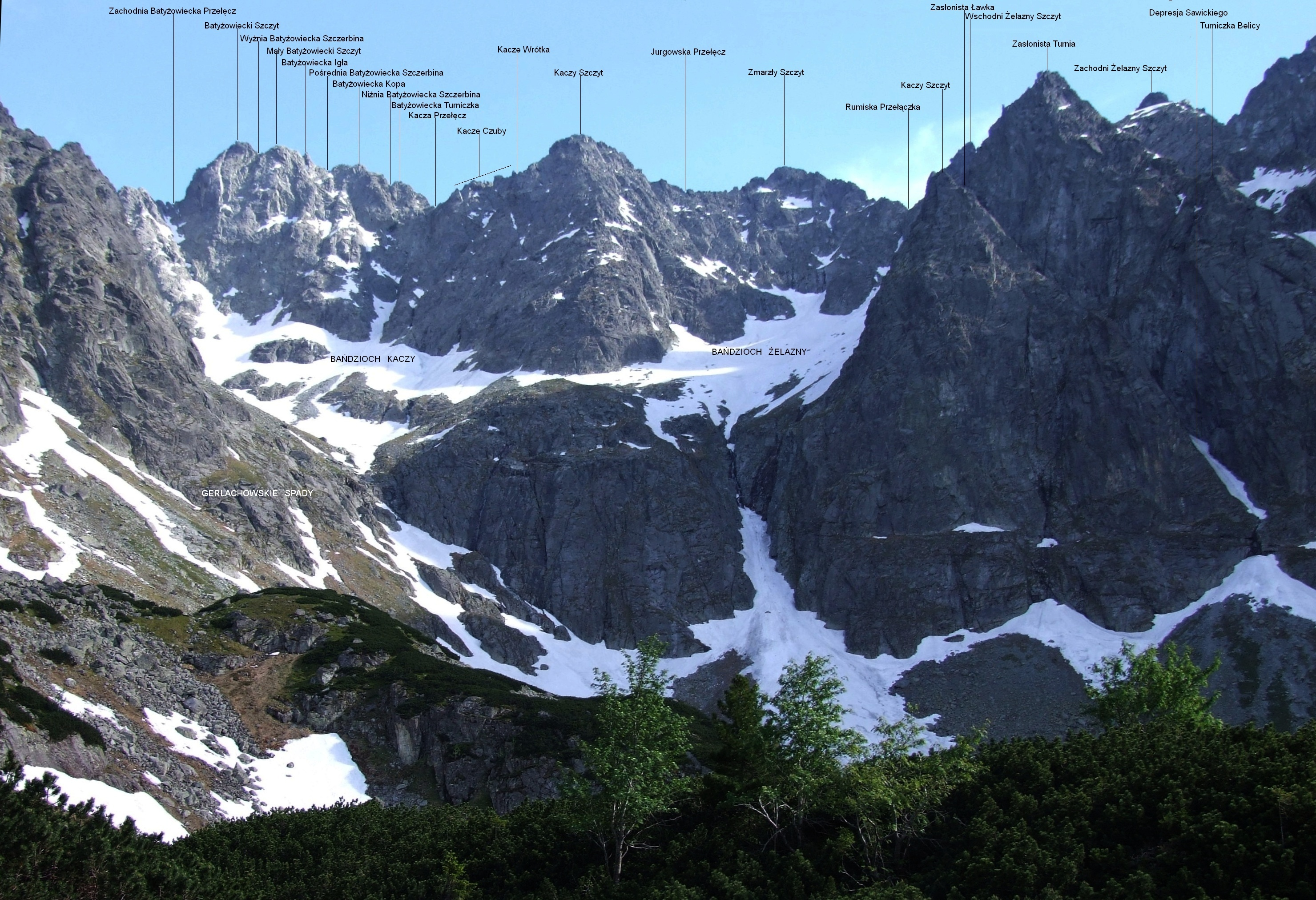

Kaczy Bańdzioch – górne piętro Doliny Kaczej w słowackich Tatrach Wysokich. Jest to typowy kocioł lodowcowy. Wznosi się nad stromym progiem skalnym o wysokości około 150 m. Lewa, mniej stroma część tego progu to Gerlachowskie Spady. Górą kocioł sięga pod główną grań Tatr Wysokich na odcinku od Hrubej Śnieżnej Kopy po Litworowy Szczyt. Z północnego filara Kaczego Szczytu wyrasta piarżysty wał dzielący go na dwie części, obydwie odwadniane żlebami. Prawy jest głęboko wcięty i ma pionowe odcinki, na których prawie zawsze tworzą się wodospady, a w zimie pionowy lodospad (jeden wyciąg). Dno kotła zawalone jest piargami i długo zalegającym śniegiem. Kocioł ten swoim nachyleniem i wielkością bardzo przypomina Bańdziocha nad Morskim Okiem, prawy żleb Maszynkę do Mięsa, a stroma, zbudowana z płyt ściana między żlebami – Bulę pod Bańdziochem.
Nazwę kotła utworzył Władysław Cywiński w 16 tomie przewodnika „Tatry”. W 17 tomie dodatkowo podzielił go na dwie części; część zachodnią nazwał Żelaznym Bańdziochem, a część wschodnią Gerlachowskim Bańdziochem. Granicę między nimi tworzy grzęda opadająca z Kaczego Szczytu. Każda z tych części odwadniana jest innym żlebem opadającym z progu Kaczego Bańdziocha. Do Żelaznego Bańdziocha ze Śnieżnej Galerii opadają dwa żleby; większy z nich to Żleb Asnyka.
Według W. Cywińskiego Dolina Kacza to jedno z najrzadziej przez taterników odwiedzanych miejsc w Tatrach. Oddalenie od schronisk, długie i nudne podejścia oraz brak infrastruktury turystycznej są czynnikami w naturalny sposób zapewniającymi temu miejscu odludność.